# Divaena haywardi
Divaena haywardi is een vlinder uit de familie uilen (Noctuidae). De wetenschappelijke naam is voor het eerst geldig gepubliceerd in 1926 door Tams.
De soort komt voor in Europa.